# 대한민국의 전차 목록
본 문서는 대한민국 육군이 운용했거나 운용하고 있는 전차 세력에 대한 문서다. 대한민국 육군의 기갑부대는 1948년 12월 10일, M8 그레이하운드 장갑차 27대, M2 반궤도장갑차 24대와 지프, 그리고 기병대로 출발했으며, 2020년 기준으로 해병대 포함 전차 약 2,130여대와 각종 장갑차 3,000여대를 운용하고 있다. 현역으로 운용하는 전차는 M48A5K, K1, K1A1, T-80U, K2이며, 양산 중인 K2는 총 260대를 양산하였으며 4차 양산이 예정되어 있다. 불곰사업으로 들여온 T-80U는 처음에는 기갑학교에서 운용하였으나 현재는 지휘형 2대를 포함한 35대를 3기갑여단에 배치하여 운용하고 있다.

## M8 그레이하운드

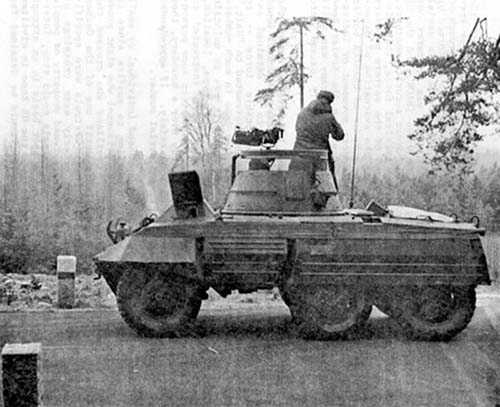
M8 그레이하운드

M-8 그레이하운드는 본래 전차가 아니라 37mm 포를 장착한 장갑차다. 그러나 한국 전쟁 발발 전에 전차와 비슷한 형상을 한 기갑 장비로 전차 대용품으로 사용하였다. 이 장갑차는 제2차 세계 대전 발발 직전에 미국 육군이 대전차전을 목적으로 개발을 시작하였으나 급격히 변하는 전장 상황에 맞춰 강행정찰용 장갑차로 용도를 재정의하여 개발한 것이다. 조지 S 패튼 장군이 전쟁 중에 이 장갑차를 개조한 M20 다목적장갑차를 지휘용 장갑차로 사용하기도 했다. 대한민국 정부 수립 이후 이승만 정권은 미국 측에 대해 전차 제공을 계속 요구했지만 북침 전쟁을 일으킬지도 모른다고 미국은 한반도의 논 지형에는 전차가 제대로 기동할 수 없다면서 대신 제공한 것이 이 장갑차였다. 1948년 12월 10일, M8 그레이하운드 27대를 기반으로 한 서울 서빙고에서 독립 기갑연대를 창설했다. 본래 이 기갑연대는 1948년 1월 1일에 창설된 수색대에서 출발한 부대다.
한국 전쟁 초기 기갑연대의 장갑차들은 소대 별로 보병사단들에 지원 배속되었지만, T-34/85형에 대항할 수 있는 무기 체계는 아니었다. 전쟁 초반에 각 장갑차에 탑재된 SCR-506 무전기를 이용하여 장거리 통신 중계 임무에 주로 투입되었지만, 대전차전에 투입되어 T-34/85의 캐터필트를 명중시켜 기동불능을 시키는 등의 전과를 얻기도 했지만, 결국 1950년 12월까지는 기갑수색연대의 장갑차들은 모두 파괴되는 등 운용 불능되었다.

## M36 잭슨 구축전차

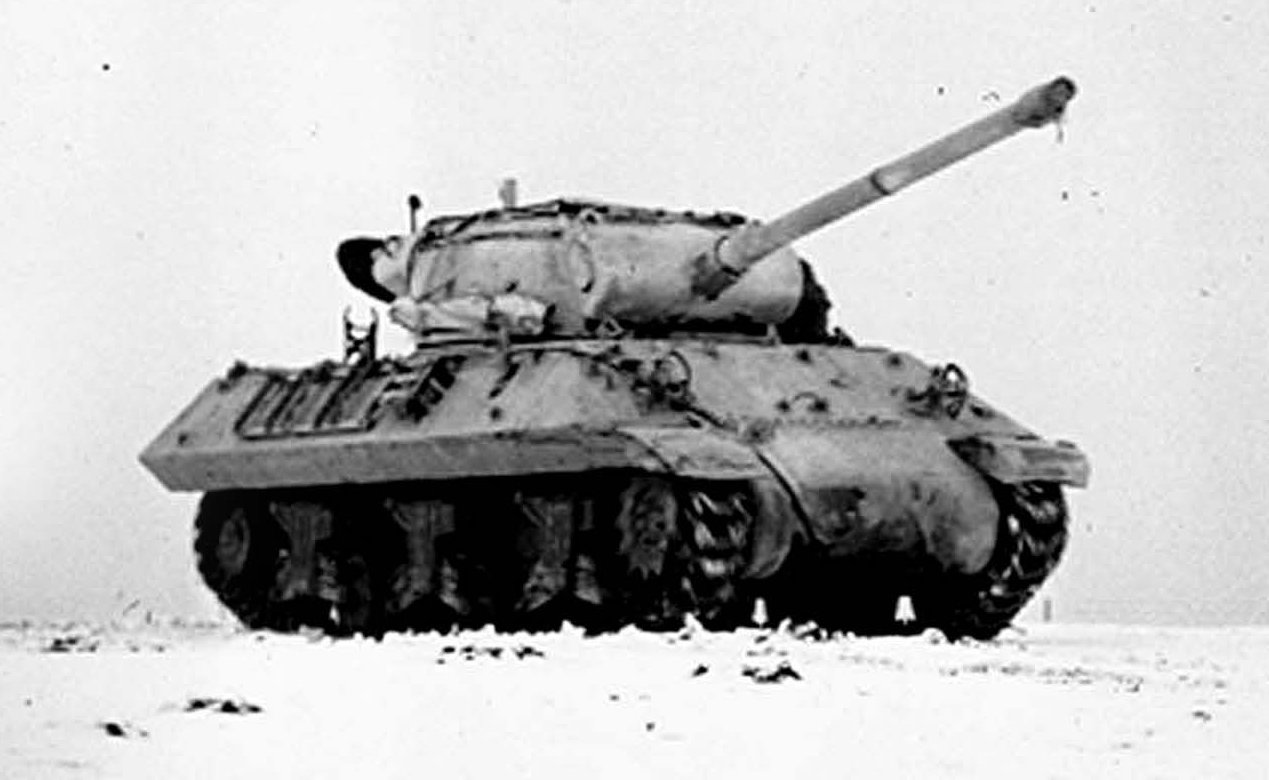
1945년 벌지 전투에 투입된 M36

M-36 잭슨은 전차와 똑같은 모습을 하고 있으나, 전차는 아니다. 미군이 제2차 세계 대전 당시 나치 독일의 전차부대를 상대하기 위해 만든 대전차 자주포로서 영문 명도 "Tank Destoryer"라고 부른다. 특히 6호 전차 B형 티거2, 티거, 판터 등의 M4 셔먼을 능가하는 독일군의 전차들에 맞서기 위해 90mm포를 갖춰서 화력은 강력했으나, 포탑이 상부 장갑이 없는 개방형(Open-Topped)이고 전체 장갑도 얇아 방어력이 약한 것이 흠이었다. 최초 원형(Prototype)은 1943년에 등장했으며, 1944년부터 유럽전선에 투입되었다. 이 구축전차는 제2차 세계 대전과 한국전쟁 외에도 인도차이나 전쟁(인도차이나 주둔 프랑스 육군이 사용), 1965년 인도-파키스탄 전쟁, 유고슬라비아 내전(세르비아 육군이 사용) 등에서도 실전에 사용되었다.
대한민국 육군은 M-8 그레이하운드 이후 최초로 "전차형" 기갑차량으로서 도입하여 초기 기갑병 훈련에 유용하게 사용하였으며, 실전 전차중대로 편성하기도 했다. 최초로 이 구축전차가 배치된 부대는 교육을 담당하는 교수부대 전차과로서 1950년 11월 29일에 6대가 처음으로 배치되었으며, 이를 시작으로 1951년 4월 15일까지 보병학교 전차대대에 38대가 추가로 배치되었으며, M-32 구난전차 2대도 배치되었다. 또한 M36으로 편성된 9개 독립전차중대가 1951년부터 1953년 사이에 편성되었다. 1953년에는 3개 중대씩 묶어서 전차대대를 창설한다. 정확한 전체 도입량은 불분명하지만, 한국 전쟁이 끝난 이후 M36은 216대가 운용되었다. M-36 잭슨의 운용시기는 M-24 채피 다음으로 짧은 편이며 1959년에 M47이 도입되면서 모두 퇴역하여 전방 고지 지대나 섬에 해안포로 운용되었다.

## M24 채피

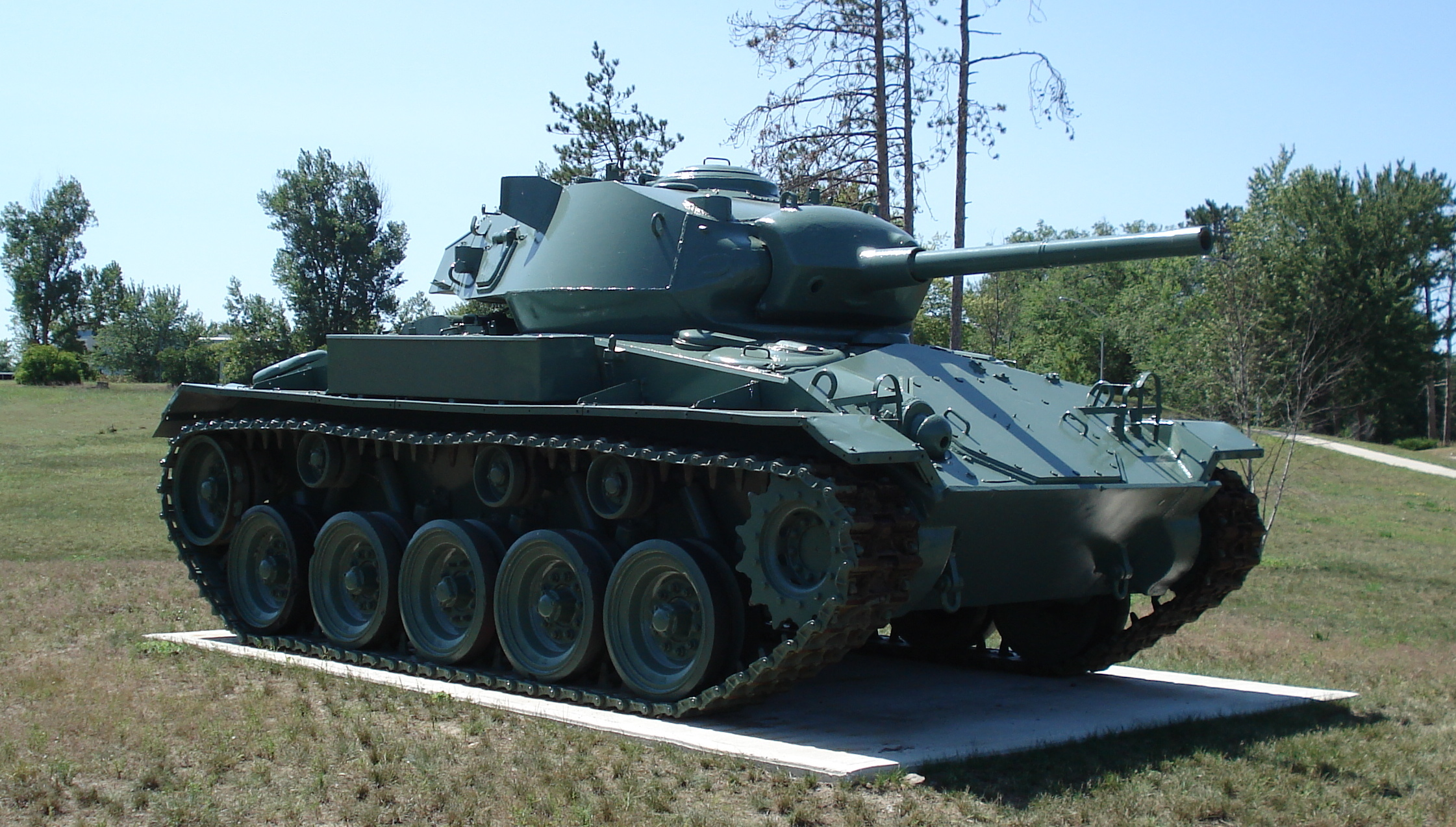
M-24 채피

M-24 채피는 제2차 세계 대전 중인 1944년부터 1945년까지 생산된 미국제 경전차로서 "채피"라는 별명은 영국군에서 붙인 이름이다. 이 전차는 M-3/M-5 스튜어트 경전차의 후속격으로 75mm를 장착한 경전차로 개발었다. 주 용도는 정찰용이며 고속 주행이 가능하지만, 장갑과 화력이 모두 빈약한 경전차였다. 1945년 8월까지 총 4,731대가 생산되었다.. 1944년 12월에 처음 유럽전선에 배치되었으며 최초로 인수한 부대는 미국의 2(기계화)기병단이었으며, 처음 겪은 실전은 벌지 전투였다. 이 전차는 당시 정찰 및 주력 기갑부대의 측면 엄호 용도로 사용되었다. 미국 육군은 M24로 37mm포를 주포로 사용하고 있던 M5 스튜어트 경전차를 대체하고자 했지만, 교체가 완전히 되기 전에 전쟁이 끝났다..  또 이 전차는 한국전쟁 초기에 미국이 처음으로 한반도에 들여온 전차이기도 하다. 총 138대가 전쟁 초반에 투입되었지만 북한군의 주력 전차였던 T-34/85에는 무력하기만 했고, 미국이 중전차를 서둘러 투입하게 되는 계기가 되었다.  총 27개국이 이 전차를 사용했으며, 대한민국도 그 중 한 나라이다.
그러나, 대한민국 육군은 이 전차를 1952년 하반기에 보병학교 교육용으로 1대 중대급으로 도입했지만, 운용 기간은 2개월도 채 안되었으며, 모두 중화민국에 인도하였다.

## M4A3E8 이지에잇

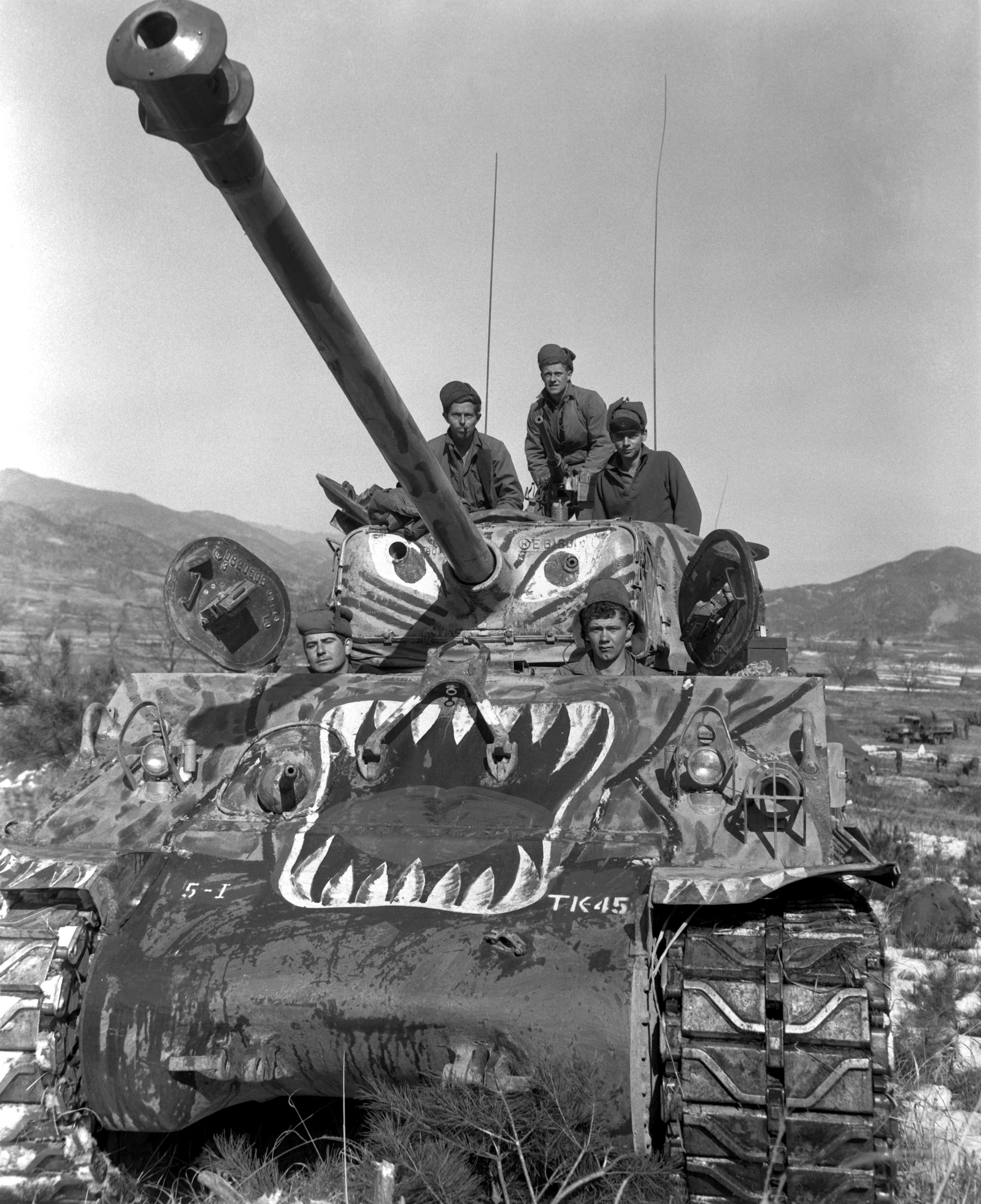
한국전쟁 중에 미군이 사용 중인 이지에잇

M4A3E8 이지에잇은 미군이 M4 셔먼의 화력, 기동력 등을 강화하기 위해 만든 최후의 M4 시리즈다. '이지에잇'이란 명칭은 제식 명칭은 아니며, 일선 전투부대에서 이 전차를 부를 때 사용한 별명이다. 화력, 기동력, 방어력 등에 개량 작업이 실시되었으며, 무장은 76.2mm M1A1 전차포로 무장했다. 제2차 세계 대전때는 실전투입이 늦어서 많은 활약을 못했지만, 한국전쟁 중에 M-24 채피로는 T34/85를 당해내지 못하자 긴급 투입되었다. 당시 미군은 M-46같은 신형 전차를 개발하여 실전 배치 중이었으나 수가 적어서 본토에 보관 중이거나 태평양의 섬에 방치되었던 이 전차를 급히 회수하여 전선에 투입했다. 미국은 모두 679대를 한국전쟁에 투입했다. 그러나 전쟁 중반 이후에는 대전차전을 수행할 일이 없어서 주로 이동 포대로 많이 사용되었다.
1954년, 휴전 후 상당수의 미군이 철수하면서 388대가 인도되었다. 이 시점에서 대한민국 육군이 보유한 전차는 M-36 216대와 M4A3E8 388대 등 총 604대가 되었다.  M4A3E8을 인수하면서 실전 전차 중대를 창설하였고, 오늘날 대한민국 육군 기갑부대의 실질적인 첫 번째 실전용 전차다. M4A3E8을 인수하면서 신편 전차대대도 늘어났다. 1954년 2월 21일 5전차대대 창설을 시작으로 6, 7, 8, 9, 11, 12전차대대가 6월 1일부터 8월 29일 사이에 창설되어 총 7개 전차대대를 보유하게 되었으며 군단별로 1~2개 대대씩 배치되었다(휴전당시에 1,2,3전차대대가 이미 존재했으므로 전체 전차대대 수는 모두 10개 대대임.). 해병대도 M4 전차로 전차부대를 편성했다. 그러나 해병대는 육군보다 먼저 육군이 M36을 도입하여 전차중대를 편성하고 있던 1951년에 이미 M4를 도입하여 중대급 부대를 편성했다.(해병대가 전차중대를 보유한 것은 1952년 사천강 전투 기간에 제1해병전투단으로 개편되던 시기임.확인바람) M4는 한국군에서 1960년대 말 ~ 1970년대까지 운용되었으며, M48A1과 M48A2가 도입되면서 대체되었다.

## M47 패튼

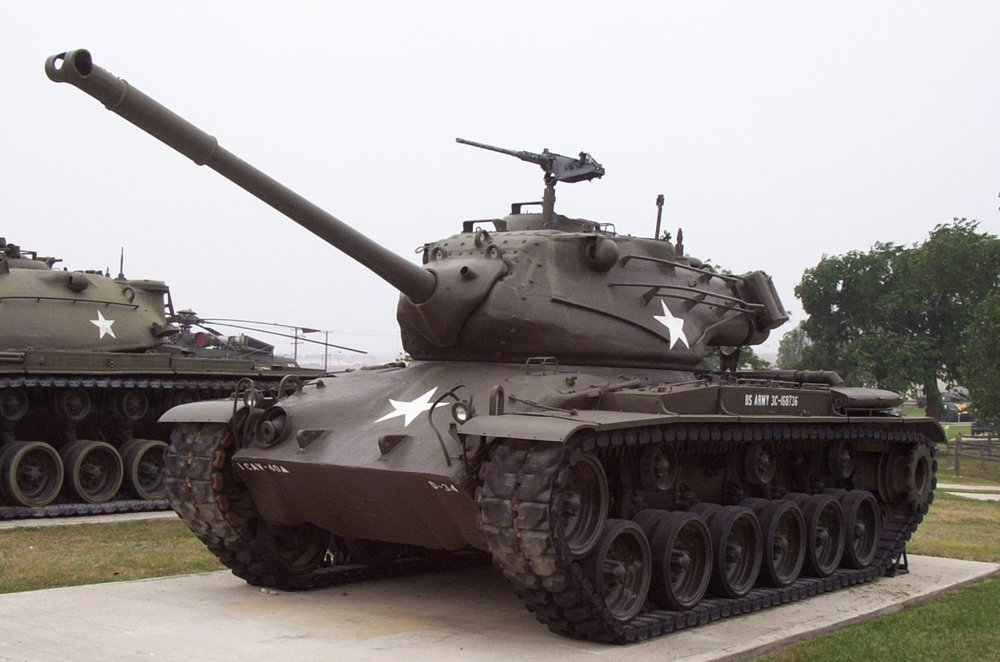
M47 패튼

M-47 패튼은 패튼 전차 시리즈의 2번째다. 이 전차는 2세대급 전차로서 M36 90mm 주포와 가솔린 엔진을 탑재했다. M47은 M4 셔먼과 M46을 대체할 목적으로 개발되어 1951년 ~ 1953년 사이에 8,676대가 생산되었다. 그러나 미국에서는 M48과 M60으로 다시 교체되고, 생산된 M47들은 대부분 동맹국들에 공여되었다. 대한민국도 그 중 한 나라로서 1959년에 육군용으로 463대, 1963년 ~ 1964년에 해병대용으로 68대 등 총 531대를 도입했다. 이 전차를 도입하면서 M36이 퇴역하고 육군과 해병대는 M4와 M47로 무장하게 되었다. 미국이 이 전차를 조기에 퇴역시킨 것은 연비 문제가 컸다. 878리터의 가솔린으로 130km밖에 주행하지 못했기 때문이다.
미국이 이 전차를 실전에 투입한 적은 없으며, 터키가 1974년 키프로스 침공 당시 사용했고, 6일 전쟁 중에는 요르단, 1965년 인도-파키스탄 전쟁 중에 파키스탄, 이란-이라크 전쟁 중에 이란이 사용했으며, 크로아티아도 유고슬라비아 내전 중 크로아티아 독립 전쟁을 벌이며 실전 투입했다. 대한민국 육군에서는 주로 동부전선의 산악지대에서 보병 지원 및 이동 포대 정도로 사용하였으며 2006년 말 ~ 2007년 사이에 대부분 퇴역했고, 100여대가 예비물자로 보관되어 있다.

## M48 패튼 계열

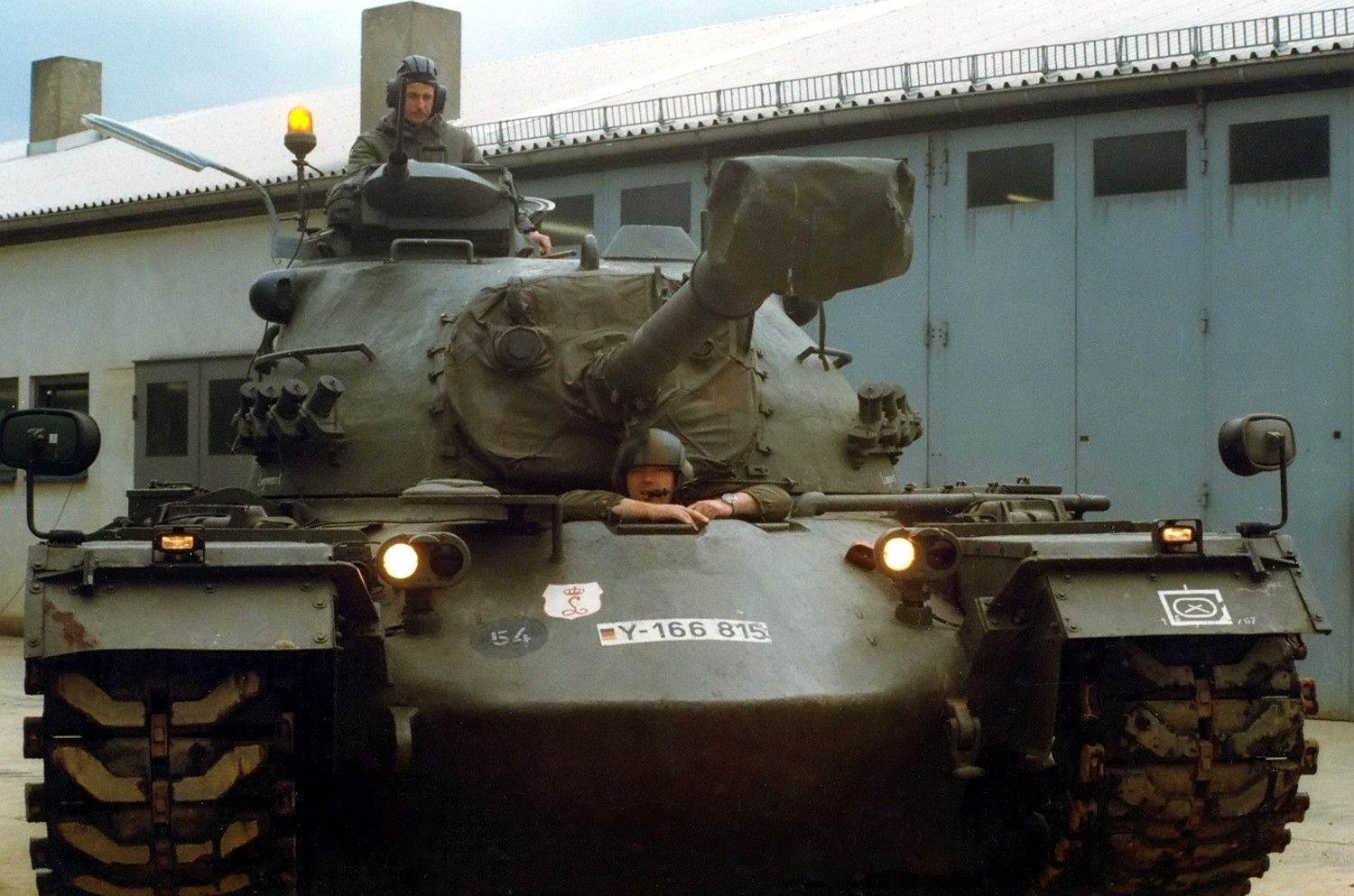
M48

M48 패튼은 여러 종류가 도입되어 운용되었다. 1960년대에 M48A1 도입을 시작으로, 1970년대 초에 M48A2C를 도입했고, M48A3K는 1978년, M48A5는 1995년에 미군의 잉여 보관물량 275대가 도입하여 개량작업을 거쳐 실전배치되었고, M48A1도 개량 작업을 거쳐 M48A5K로 도입되었다. 이들 M48 계열 중에서 가장 수량이 많은 것은 한국군 사양으로 개량된 M48A5K(M48A5)로 500여대가 운용되고 있다. M48A3K은 380여대를 운용하였으나 현재 전량 퇴역했다. 현재 전방 사단들은 K1 및 K1A1으로 교체 중이며, 교체된 M48계열 전차들은 보병사단과 후방부대에 배치되거나 퇴역할 예정이다. M48A2C형은 이미 2007년을 마지막으로 퇴역했다. M48A5K도 여전히 숫자상으로는 K1 전차 다음으로 주력 전차로 사용 중이다. M48A3K는 M48A5K와 거의 비슷하지만, 주포가 M48A3K형은 M48A2C와 동일한 90mm포이며, M48A5K는 105mm포를 장착하고 있는 점이 가장 큰 차이이다.

### M48A1

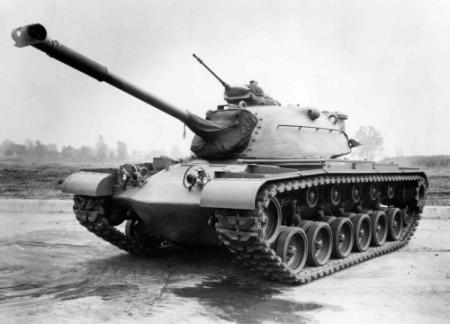
M48A1

M48A1은 1953년에 최초로 나온 M48을 개량한 모델이다. 기존 생산된 M48에서 핵전쟁 및 화학전에 대비한 전차자용 소형 포탑형태의 큐폴라를 설치한 것이다.  큐폴라만 개량한 것이 아니고, 사격통제장치(FCS)를 비롯한 몇 가지 부수 개량도 같이 이루어졌다. 처음으로 채택된 거리측정기를 이용하여 자동으로 목표까지 사격제원을 산출하는 장비가 만족스럽지 못하여 4차례 개량을 실시하였다. 주포는 여전히 90mm포였으며, 엔진 역시 가솔린 엔진이었다.
대한민국 육군은 M48A1을 1960년대에 140대를 인수하였다. 이 전차를 인수할 수 있었던 것은 국군 파월에 대한 대가로 1개 기갑여단 분량 140대를 인도받기로 미국과 협상한 결과였다 육군은 140대의 M48A1과 기존에 보유한 M47을 이용하여 2개 기갑여단을 창설하였다. 이후 70년대 초반에 M48A2C형 20여대가 추가 되었고, 1975년에 미국의 잉여보관물량 M48A2C 427대를 추가 도입하였다. 육군은 기존 도입분과 추가 도입분들을 개량 사업을 거쳐 M48A3K(381대)와 M48A5K(195대)로 개량한다.

### M48A2C
M48A2C형은 가솔린 엔진과 90mm 포를 장착하였으며 M48A2를 개량한 버전이다.  M48A2는 M48A1이 M47처럼 연비문제가 심각하여 엔진과 변속기 등 동력부를 개량하여 연비를 늘리기 위하여 개발된 모델로서, M48A1의 연비가 757리터로 110km를 주행했던 것에 비해 A2에 이르러 1,270리터로 260km를 주행할 수 있게 되었다. M48A2는 1955년 10월에 정식 채용되어 2,328대가 생산되었지만, 그 중에서 1,344대가 1959년에 다시 개량 작업을 거쳐 M48A2C로 바뀌게 된다. 가장 큰 변화는 거리측정기로서 기존 스테레오식 M13A1 거리측정기를 M17C 영상합치식 거리측정기로 바꾼 것이다. 레이저와 컴퓨터가 등장하기 전까지는 이 방식은 가장 정확한 조준기였다. 이때 개량된 1,344대 중 일부가 대한민국 육군에 인도되었다.

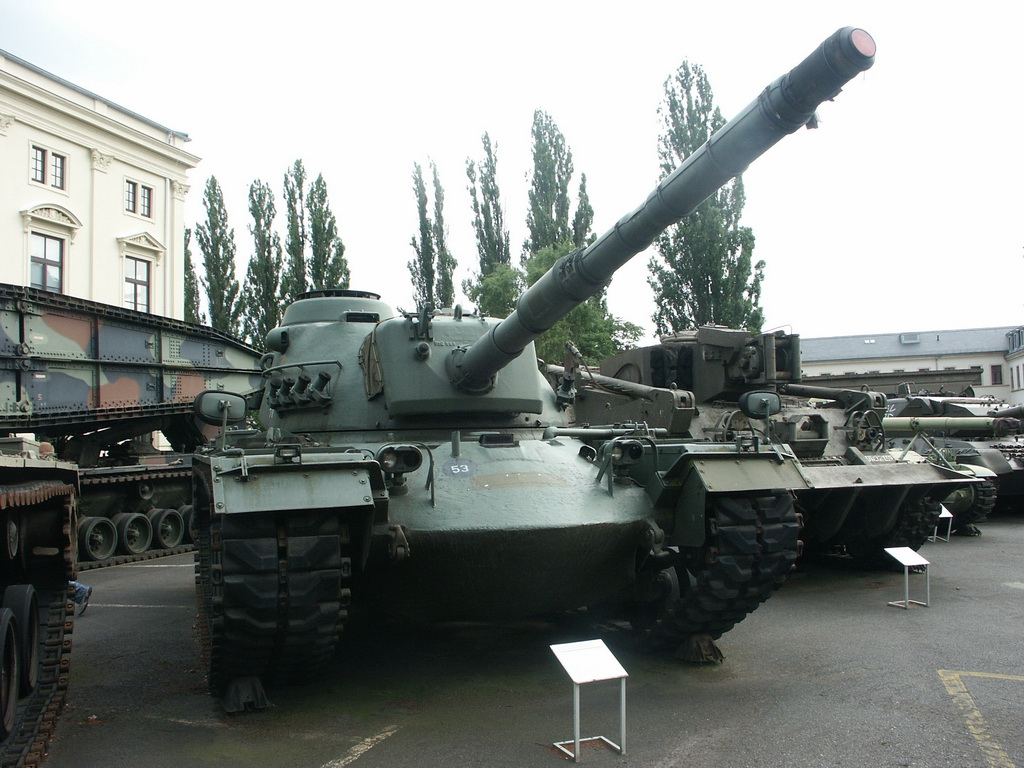
드레스덴의 독일연방군 박물관에서 전시 중인 구 서독군이 사용하던 A2형

대한민국 육군이 보유했던 M48A2C형은 1970년대 초, 주한미군으로 주둔하고 있던 미국 7 보병사단이 닉슨 독트린에 따라 철수하기로 결정되면서, 7사단이 보유하고 있던 M48A2C형을 넘겨받은 것이다. 1975년까지 M48A2C형은 무상 군사원조에 따라 대한민국에 넘겨졌다. 당시 미국은 이미 M60 시리즈와 기존 M48계열의 주포를 105mm로 교체하기 시작하고 있었고, 기존 M48들의 엔진 역시 가솔린에서 디젤로 바뀌고 있던 중으로 점차 낡은 전차가 되어가고 있었다. 그러나, M47과 M48A1 140대가 전부였던 당시 1970년대 초반의 대한민국 육군에게는 이 전차들은 매우 귀중한 전차 전력이 되었다. 또한 M47과 주포, 연료, 엔진 등에서 공통점이 많았던 것도 당시 육군에게는 환영받는 이유가 되었다. 도입 당시 한국군에게는 최신형이었던 M48A2C는 기갑여단에 배치되고, M48A1은 수도기게화보병사단과 3군 직할 7전차대대, M47은 기타 전차대대 및 중대로 배치하는 식으로 배정했고, 계속된 전차대대 창설로 해병대 소속 1개 대대를 포함, 대한민국 육군은 17개 전차대대와 기타 군단/사단급 전차중대 20여개를 운용하게 되었다
또한 당시 부족한 국방 예산 하에서 보다 고성능의 전차들을 도입할 때까지 시간을 벌어주었다. 주력전차보다는 주력 전차를 보조하는 역할로 운용되어, 전차가 없어도 곤란한 후방 부대나 해안 방어 부대 등에 배치되어, 전방 사단에 최신형 전차들이 배치될 수 있도록 하였다.
다만, M48A2C는 M48A1의 경우처럼 업그레이드는 이뤄지지 않아서 2007년까지만 해도 1959년에 생산된 원형을 유지하며 작전 기동 상태를 유지했다. 2007년에 1개 전차대대만 남았으며, 경상북도에 배치되어 있는 50사단 소속 전차대대가 최후의 운용부대였고, 2007년에 모두 퇴역했다. 도태된 M48A2C 중 6대가 RPG-7 및 T-80U의 파괴력 시험용으로 사용되었다.
또한 많은 수의 전차들이 퇴역을 하여 해안지역으로 배치되어 고정포로 이용되고 있다
(전차의 주엔진은 제거되었고 보조 발전기만 운용을 하여 이용중에 있다)

### M48A3K

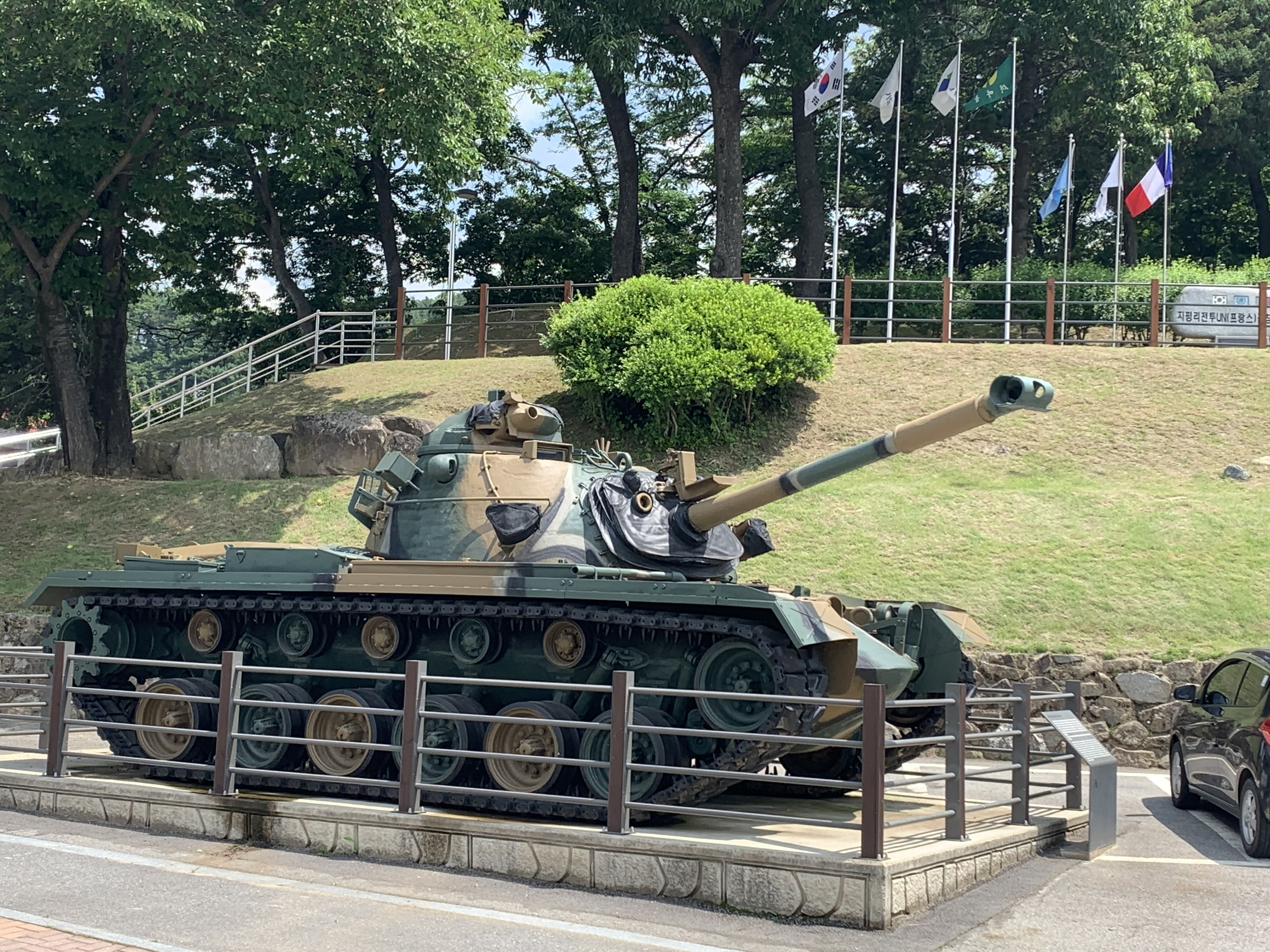
지평리 전투 기념관 앞에 전시된 M48A3K

M48A3K는 기존에 도입한 M48A1의 엔진을 가솔린에서 디젤로 교체한 모델이다. 개량 작업은 1977년부터 1981년 사이에 이루어졌으며, 모두 381대가 개량되었다. 방어력과 기동력 등은 M48A5K와 동일하지만, 주포는 90mm를 그대로 사용하고 있다. 도입 초기에는 기계화보병사단과 기갑여단에 배치되었으나, K1 전차가 배치되면서 보병사단 예하 전차대대에 배치되었고, K2 흑표가 배치되고 K1이 보병사단으로 이전 배치되면서 퇴역하였다.

### M48A5와 M48A5K

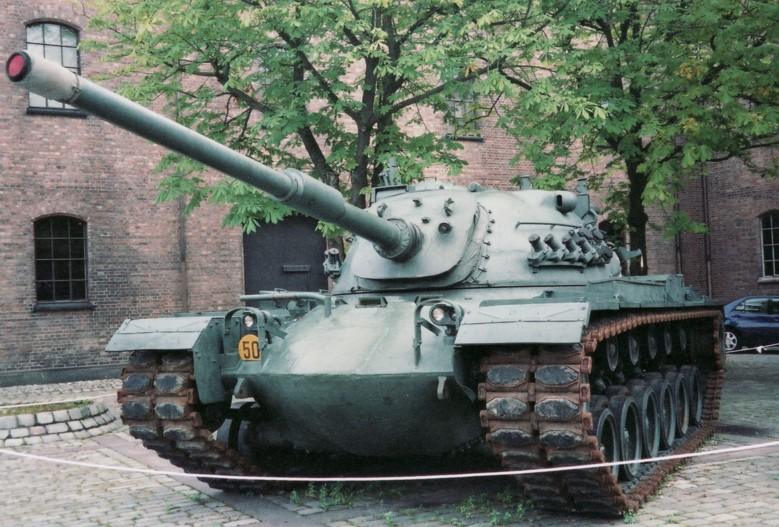
노르웨이군이 사용하던 M48A5

M48A1을 개조한 M48A5K는 1970년대말에서 1980년대 초 사이에 210대가 개조되었다. M48A5는 M48 계열 중 처음으로 M68 105mm 전차포를 장착하였다. 미국은 1960년대 중반부터 여러차례 M48 전차의 주포를 105mm로 교체하는 계획을 수립하고 실행 직전까지 갔으나 M60전차의 생산에 우선 순위가 부여되고 베트남 전쟁으로 인한 예산 문제, 그리고 베트남 전쟁에서 90mm 주포를 장착한 M48A3이 충분한 성능을 발휘하고 있었던 관계로 계속 미루어졌다. 그러던 중 이스라엘이 미국의 기술 지원을 받아 105mm주포를 먼저 장착했고, 미국도 1974년 10월부터 M48에 105mm 주포를 장착하는 계획을 실행에 옮겼다. 미국은 신규 생산보다 기존에 보관하고 있던 M48A1을 M48A5 사양으로 개조하였다. M48A3을 A5로 개조하는 사업은 501대로 1976년 12월에 완료되고, M48A1을 M48A5 사양으로 개조하는 사업은 1976년부터 1979년 12월까지 완료되었다. 이 전차들은 주방위군과 예비역 부대에 지급되었다. 이 사업으로 미국은 총 2,069대의 M48A5를 가지게 되었다. 이들 중 275대가 1995년에 대한민국에 인도된다.
대한민국 육군의 M48A5K는 크게 2가지가 존재한다. 하나는 구형 M1 큐폴라를 장착하고 M2 중기관총 1정을 장착한 형과 이스라엘식 우르단 큐폴라와 M2 대신에 M60D 2정을 장착한 형이다. 원래 M48의 전차장용 큐폴라는 소형 총탑 형식의 M1 큐폴라였으나 평이 좋지 않아 실전 경험이 풍부한 이스라엘이 독자 개발하여 장착한 우르단 큐폴라를 미국이 도입한 후, 대한민국 육군도 뒤따라 도입하게 된 것이다. 두 가지 형식이 각기 몇 대씩 있는지 여부는 알려져 있지 않다. M48A5K는 엔진을 가솔린에서 디젤로 교체하고, 독자 개발한 사격통제장치(FCS), 사이드스커트, 서치라이트 등을 장착하고 있다.. 엔진은 기존 AV-1970 계열의 가솔린 엔진을 AV-1970-2D 디젤로 교체한 것으로 출력은 750마력으로 동일하지만, 항속거리는 2배로 늘어났다.
1995년부터 앞서 언급한 대로 대한민국은 미국이 주방위군용으로 보관 중이던 M48A5 275대를 추가 도입하였다. 이 당시 대한민국 육군은 K1 전차 1000여대를 포함하여 2,200여대의 전차를 보유하였지만, 여전히 조선민주주의인민공화국에 비해 수량 면에서 열세였고, 90mm 주포를 탑재한 M47 및 M48A2C는 계속 구식화되어 퇴역시켜야할 상황이었다. 문제는 이들이 퇴역할 경우 차기 전차 개발(이 무렵에는 K1A1)이 완료될 때까지 전차 전력에 공백이 생긴다는 것이었다. 이런 상황에서 275대의 105mm 주포 탑재 전차는 전체 전차 숫자에 큰 변화가 없으면서도 공격력은 증대시켜 차기 전차가 개발될 때까지 중간 공백기를 충분히 메울 수 있게 되었다. 그 결과, M47부터 천천히 퇴역시킬 수 있게 되었다. 또한 이미 M48A5K 및 M48A5K와 주포만 다를 뿐인 M48A3K를 운용하고 있었으므로 정비 및 유지 보수 측면에서도 유리하게 작용하였다.
새로 들여온 M48A5는 M48A5K에 준하는 개조 과정을 거쳐 전차부대에 배치되었다. 한때 이때 도입 가격이 대당 대당 몇백불 수준이었다는 루머도 있었으나, 당시 화폐로 1대당 약 3,000만원에 도입하고 개조 비용으로 대당 5,000만원을 들여 도입 및 개조 비용으로는 총 한 대당 8,000만원 정도 소요된 것으로 알려졌다. 전체 도입 비용으로 환산하면 약 2256억 가량이된다.. 대한민국 합동참모본부에서는 M48A5K와 M48A5의 단가를 7억 8천만원이라고 밝히고 있다. M48A5 계열은 M48A3K와 달리 K-2 흑표가 도입된 후에도 상당한 기간 동안 운용될 예정이다.

## K1/K1A1
K1은 현재 주력 105mm 장착형이며, K1A1은 K1의 포탑을 재설계하고 120mm 44구경장 활강포를 채용하고 일부 개선사항을 반영한 개량형이다. K1의 화력이 약하다는 지적으로 120mm 전차포로 업그레이드한 것이다. 현재 해병대 및 전방 기계화보병사단, 기갑여단 위주로 배치되어 운용 중이다. K1은 1970년대 북한이 구 소련제 T-62를 대량으로 도입하는 것에 자극받아 M60 전차 도입을 추진하려다 미국의 거부로 무산되자 1970년대 중반부터 개발을 시작하여 1987년에 양산을 개시하였다. 주포는 M48A5K와 동일한 M68 전차포이며, M1 에이브람스를 개발한 크라이슬러 디펜스사의 기술 협력으로 개발되어 외관은 M1 전차와 비슷하다. K1A1은 2008년 기준으로 양산 중이며, 이미 몇몇 기계화보병사단에 실전 배치되어 있다.
1986년부터 생산에 들어간 K1으로 1986년 ~ 1989년 사이에 수도 기계화보병사단과 20 기계화보병사단 배치를 시작으로 1993년 1 해병사단, 1994년 26 기계화보병사단, 수도방위사령부 예하 전차대대 등이 편성되었다. 이들 부대에서 K1으로 교체된 M계열 전차들은 보병사단 예하 전차중대를 전차대대로 개편하거나, 전차 전력이 아예 없던 보병사단으로 전환 배치되었다. 또한 보병사단 및 군단 직할 전차대대의 경우, 소대당 전차 대수가 3대에서 4대로 늘어 대대당 35대에서 44대로 전력이 증가했다. K1이 한참 양산되고 있던 시절에 도입된 M48A5 전차의 배치 또한 이런 편제 변화를 가속화했다 K1은 1997년까지 계속 생산되었는데, 1996년에 도입된 T-80U는 한동안 기갑학교에서 연구용으로 사용되었다. 1000여대에 달하는 K1 전차의 생산 및 275대의 M48A5 전차로 육군은 기계화보병사단 및 기갑여단을 최신 전력으로 유지하면서 보병사단 및 군단 직할 전차부대, 그리고 후방 사단의 전차전력(주로 M계열의 오래된 전차)을 확충할 수 있게 되었다.
1998년 이후 구식 M계열 전차(M47 및 M48A2C)의 퇴역이 가속화되었다. M47이 먼저 퇴역하고, 2006년 말에 M48A2C가 퇴역했다. 2001년부터 생산에 들어간 K1A1이 처음 실전 부대에 배치된 것은 2003년 4월로서 K1을 수령하여 기계화보병사단으로 개편했던 20기보사 예하 12전차대대에 K1A1이 배치되면서 개편이 시작되어 2006년 9월에 완료되었으며, 이어 11월부터 수도기계화보병사단의 개편 작업이 시작되었다.  이 두 사단에서 교체된 K1 잉여전차들은 다른 보병사단의 기계화보병사단으로 재편(11사단)이나 M계열 전차의 교체용(3 기갑여단, 1 사단 전차대대, 5 사단 전차대대, 8 사단 전차대대, 9 사단 전차대대, 102 기갑여단 등)으로 사용되었다. K1A1이 기존 K1 보유 부대에 배치되면서 K1은 여타 보병부대로 확산되었다. 이에 따라 보병부대에서 교체된 M48 계열 전차들이 다시 다른 부대로 이전되면서 육군과 해병대의 M47 및 M48A2C까지 모두 퇴역할 수 있게 되었다. 전체적으로 K1A1이 국군 최정예 기갑부대에 배치되고, 해당 부대에서 방출된 K1이 보병사단의 기계화사단 개편용이나 보병사단 예하 전차대대 용, 또는 기갑여단용으로 재배치된다음, M47과 M48A2C는 퇴역시키면서 대신 M48A3K나 M48A5 계열로 전환 배치하는 식으로 부대 개편이 이루어져왔다.
K1A1은 2007년 ~ 2010년까지 484대의 생산이 완료되어 3개 기계화보병사단(474대)와 교육사령부(10대)에 배치되었다. 30 사단이 이 기간 동안에 K1A1으로 기계화보병사단으로 개편 작업을 2011년까지 진행하며, 30사단에서 나오게되는 K1은 8사단의 기계화보병사단화에 쓰였다.

## K2
K2 전차는 대한민국 육군의 차기 전차로서 전차포는 K1A1과 같은 120mm포를 장착하지만, 구경장은 55로서 44구경장인 K1A1보다 성능이 향상되었다. 전자 장비 및 방어력 등 전체적으로 3.5세대 전차로 개발 완료되었다. 2007년 3월 2일에 운용 시험 차량 1 ~3 호차가 공개되었다. 군에 의해서 운용 시험이 2008년말까지 행해져 양산은 2011년부터 개시되어 800여대가 생산될 예정이었지만 경제 상황의 악화로 4차 양산 예정분 150대를 포함해 410대로 삭감되었다.

## T-80U
T-80U는 불곰사업으로 도입된 러시아제 전차다. 도입 가격은 대당 200만 달러 정도로 알려졌으며 1996년에 도입되었으며, 이후 전라남도 장성군에 소재한 기갑학교에서 훈련 및 교육용으로 운용하다가 지난 2004년 말에 한국군 표준 위장도색으로 재도장하면서 정식 기갑여단용 장비로 실전 부대에 배치되었다. 러시아가 T80 전차를 해외 판매한 것도 처음이었지만 보통 다운그레이드하여 판매하던 것과 달리 러시아 육군용을 그대로 수출하여 기술지원 및 훈련을 위해 방한한 러시아 기술자들과 군관계자들을 놀라게 했던 것으로 알려졌다. 현재 동부전선에 배치된 3기갑여단에 배치되어 있으며, 2차 불곰사업을 통해 들여온 지휘용 T-80UK형도 이 부대에 배치되어 있다. 차체 내부 및 외부에 2,370리터의 연료를 탑재하여 440km의 항속거리를 가지지만, 실제 운용 결과는 최대 300km가 한계인 것으로 알려졌다.

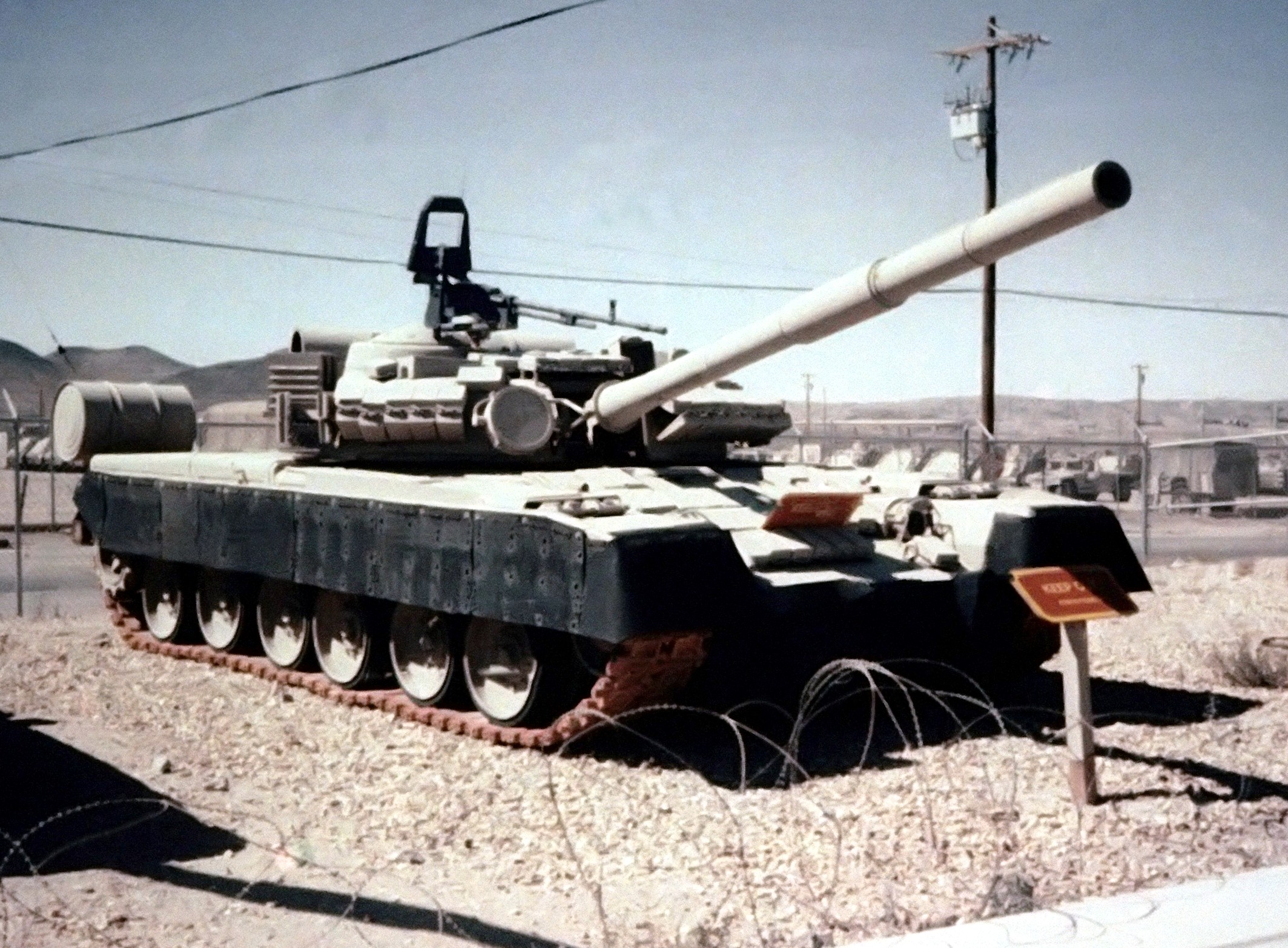
T80U 전차

## T-72

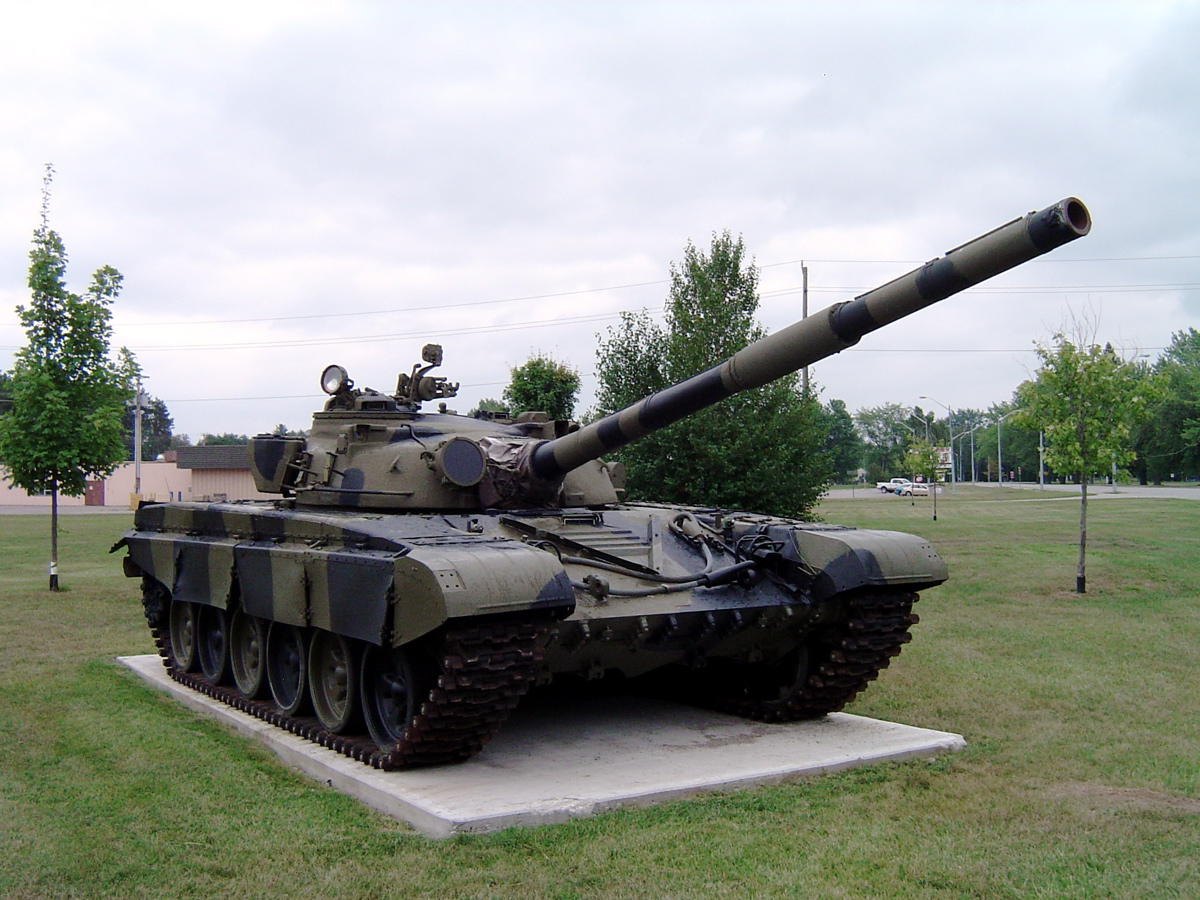
구 동독군이 사용한 T-72

냉전 종식 후 동유럽의 한 국가로부터 당시 러시아군의 주력 전차 중 Low급 전력으로 활용하고 있던 T-72M 전차를 비밀리에 수입하여 광주의 기갑학교에서 철저히 분석한 바 있다. 이 전차는 T80U와 달리 한국군 제식 장비는 아니며, 적성국가의 무기를 연구하기 위한 재료로서, 북한군이 T-72전차를 수입했다는 첩보에 따라 수입한 것이다(냉전이 종식되었기 때문에 수입이 가능했다). 현재도 보관되어 있다.

## 전차 보유 현황
다음은 2020년 8월 기준으로 대한민국 육군의 전차 보유 현황이다.
| 전차             | 보유 현황                          |
| ---------------- | ---------------------------------- |
| M-47             | 퇴역                               |
| M-48A2C          | 퇴역 후 보관 중                    |
| M-48A3K          | 퇴역 후 보관 중                    |
| M-48A5K 및 M48A5 | 500여대 운용 중                    |
| K-1 '88'         | 1,027대                            |
| K-1A1            | 484대                              |
| T-80U            | 일반형 33대 및 지휘형 2대, 총 35대 |
| K-2 '흑표'       | 260대 (4차 추가양산 예정)          |

## 참고 문헌
1. 2007년 한국군 연감, 군사연구
2. 디펜스타임즈 2007년 4월 호, 통권 58호
3. 디펜즈타임즈 2007년 5월 호, 통권 59호
4. 월간 플래툰, 2007년 6월 호, 통권 144호
5. 월간 플래툰, 2008년 1월 호, 통권 151호